# Janapolė
Janapolė är en ort i Litauen.   Den ligger i kommunen Telšių rajono savivaldybė och länet Telšiai län, i den nordvästra delen av landet, 220 km nordväst om huvudstaden Vilnius. Janapolė ligger 158 meter över havet och antalet invånare är 465.
Terrängen runt Janapolė är platt. Runt Janapolė är det ganska glesbefolkat, med 42 invånare per kvadratkilometer. Närmaste större samhälle är Varniai, 8,5 km söder om Janapolė. Omgivningarna runt Janapolė är en mosaik av jordbruksmark och naturlig växtlighet.